# Quercus sapotifolia
Quercus sapotifolia är en bokväxtart som beskrevs av Frederik Michael Liebmann. Quercus sapotifolia ingår i släktet ekar, och familjen bokväxter. IUCN kategoriserar arten globalt som sårbar. Inga underarter finns listade i Catalogue of Life.